# Immeuble De Heug
Vous lisez un « bon article » labellisé en 2021.
L’immeuble De Heug, également appelé Pianos De Heug et Piano De Heug, est un immeuble de style moderniste construit en 1933 à Charleroi en Belgique par Marcel Leborgne pour le fabricant de pianos De Heug. Il sert alors de salle de vente et d'auditorium. Lors de la disparition de cette société, l'immeuble est essentiellement affecté au logement. Après avoir été menacé de démolition, le bâtiment est restauré entre 2015 et 2020.
L'immeuble fait un usage particulier des courbes qui soulignent l'aspect vertical — c'est le cas pour la cage d'escalier cylindrique — et horizontal pour l'angle arrondi de la verrière et du balcon de chaque étage. 

## Histoire
« De Heug » est une société fondée fin du XIXe siècle à Marcinelle. Comme fabricant de pianos, elle jouit d'une renommée internationale et reçoit plusieurs prix. Elle connaît sa plus grande prospérité dans les années 1920, époque où elle dispose d'une salle de vente à la place de la Ville-Basse de Charleroi. À la mort du fondateur en 1932, la société est reprise par ses trois fils qui décident de construire une nouvelle salle de vente dans la même ville.

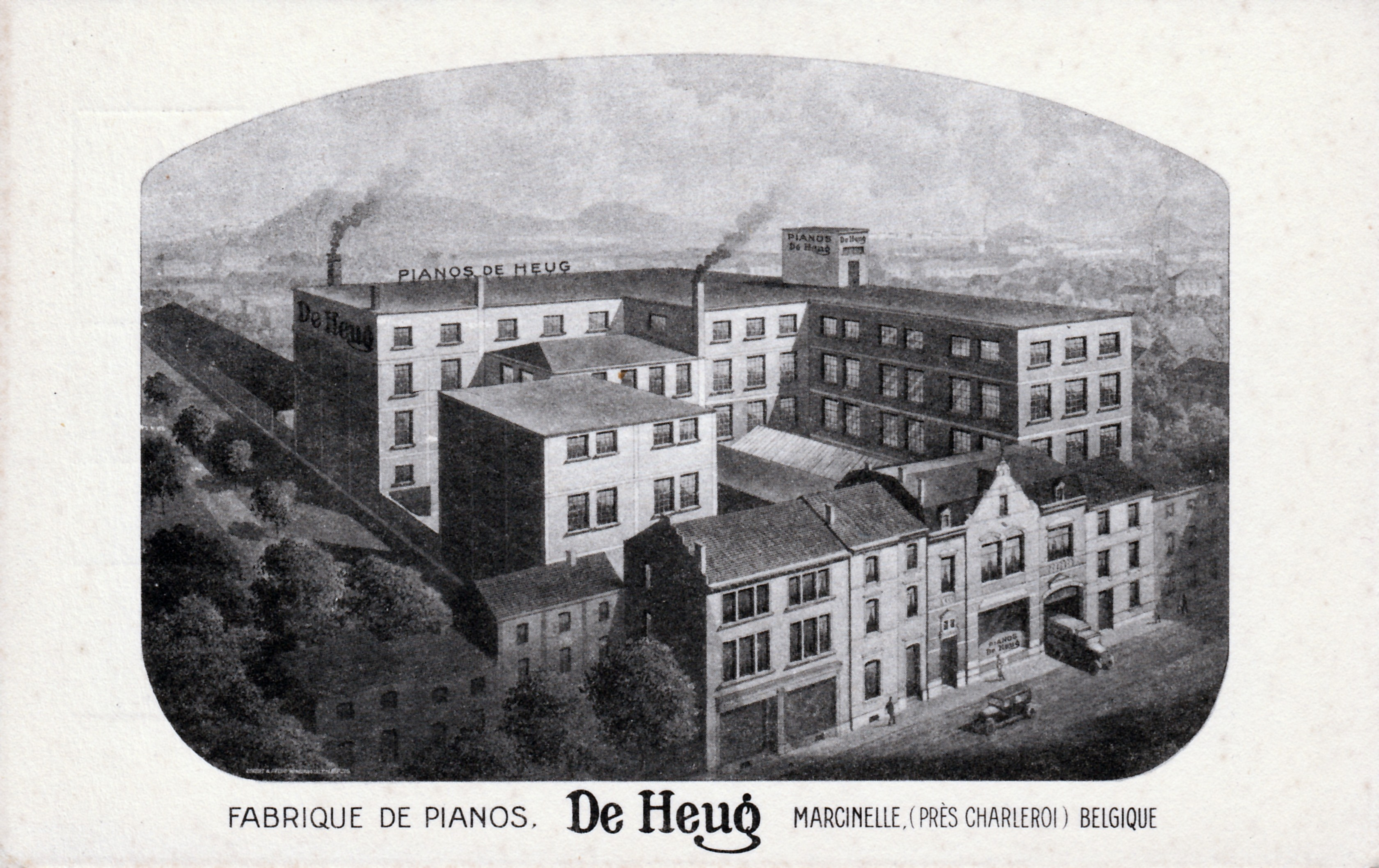
Carte postale publicitaire présentant la fabrique De Heug à Marcinelle dans les années 1930.

L'immeuble, situé à l'angle du quai Arthur Rimbaud et de la rue du Bastion d'Egmont, en bord de Sambre, est construit en 1933-1934 par Marcel Leborgne, vraisemblablement en collaboration avec son frère Henri,.
Installée dans ses nouveaux locaux, la société connait rapidement le déclin à la suite de la crise des années 1930 d'abord, de la Seconde Guerre mondiale ensuite, et finalement par le fait que le piano perd sa place dans l'ameublement des maisons bourgeoises. Un des trois frères, Paul, continue l'activité seul. Son fils Pierre lui succède en 1958. À la suite de la concurrence des instruments électriques, il se reconvertit en fabricant de meubles de cuisine durant les années 1960. La société cesse ses activités en 1981.
En dehors du duplex commercial au rez-de-chaussée, tous les étages sont alors affectés au logement. À cette époque, l'enseigne « Pianos De Heug » est remplacée par l'inscription « Dolisy », nom d'une agence en douane, nouvel occupant du rez-de-chaussée.
En 1985, le bâtiment subit des dégâts à la suite d'un attentat des Cellules communistes combattantes contre une agence de la Manufacturers Hanover Bank (en), institution financière alors installée au rez-de-chaussée.
Le bâtiment est classé en 1995 et fait l'objet, fin 2002, d'une restauration de la verrière courbe de la façade abîmée lors d'une tempête.

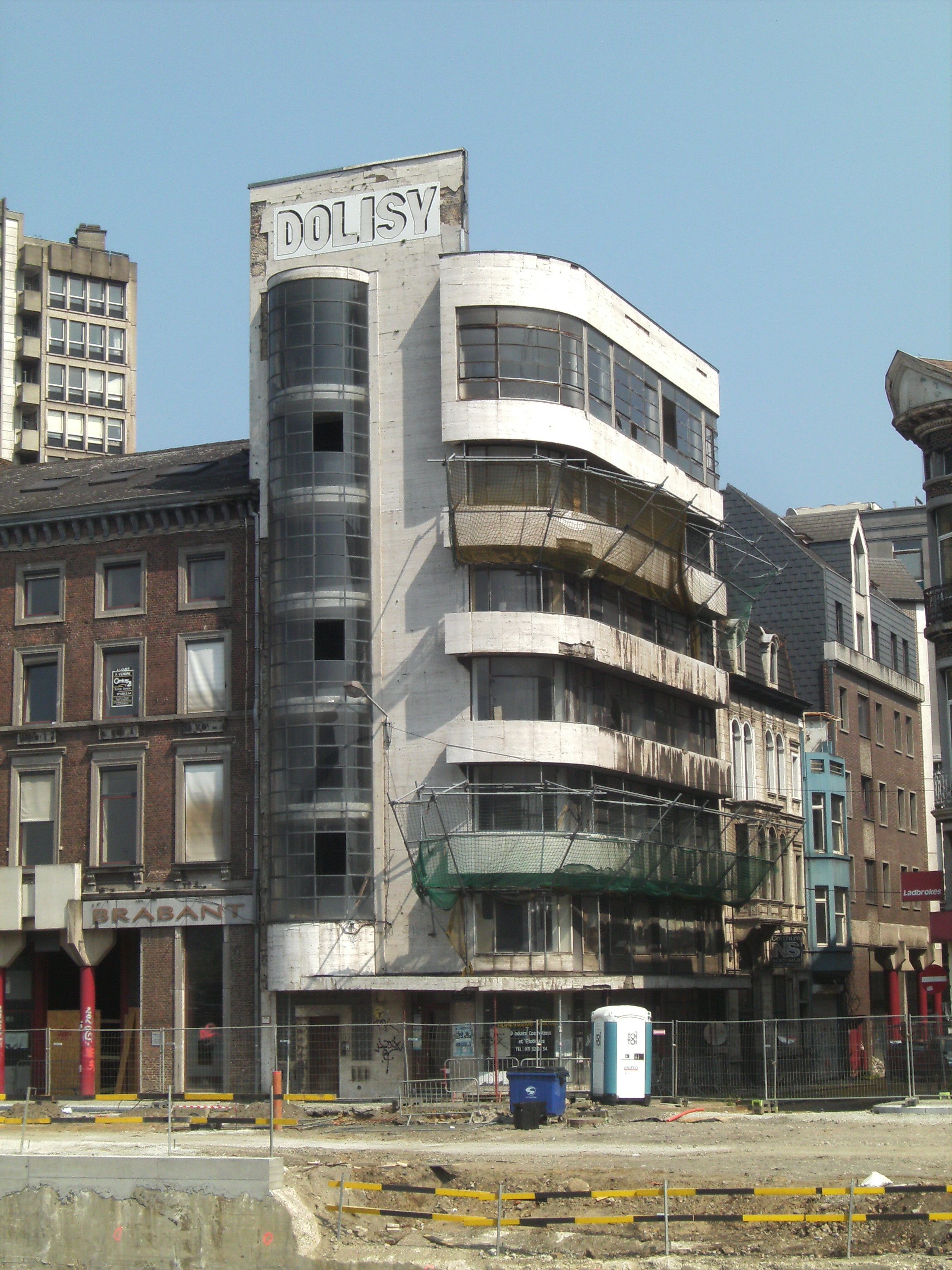
L'immeuble en juillet 2013.

L'immeuble voit cependant son enveloppe extérieure se détériorer au point que des étançons et filets de sécurité doivent être mis en place. Les propriétaires, avertis par l'Institut du patrimoine wallon en 2006, sont d'accord pour procéder à la restauration de la façade,.
Le bâtiment est racheté début des années 2010 par la société anonyme Saint-Lambert Promotion/Iret Development dans le cadre d'un projet de création d'un centre commercial appelé « Rive gauche ». L'immeuble De Heug était initialement appelé à devenir une auberge de jeunesse,, mais c'est finalement à l’accueil de bureaux qu'il est dédié.
Au début de 2014, son état est tellement dégradé que la survie de l'immeuble est compromise. Deux expertises, l'une à la demande du propriétaire, l'autre à la demande de la Région wallonne, indiquent qu'une restauration serait excessivement coûteuse. Un temps, une reconstruction du bâtiment est même envisagée, ne conservant de l'original que la cage d'escalier et l'ascenseur d'époque. Solution que les tenants de la protection considéraient comme un « pastiche de l’œuvre de Leborgne ». Une mobilisation citoyenne soutenue par des architectes et des historiens permet la sauvegarde du bâtiment. Finalement, c'est la solution de la restauration minutieuse qui est décidée. 
Lors de cette restauration, les éléments présents ont été conservés au maximum. Les châssis d'époque ont été rénovés et équipés de doubles vitrages. La technique d'origine a été reproduite pour remplacer les dalles intérieures en béton rongées par l'humidité. Les accès aux terrasses ont été condamnés car les garde-corps sont trop bas par rapport aux normes de sécurité actuelles. La câblerie et le moteur d’origine de l'ascenseur cage, lui aussi classé, ont également été restaurés. La restauration du gros œuvre s'est terminée en 2018, celle des aménagements intérieurs en 2020,.

## Architecture
L'immeuble, d'une hauteur de 19,80 mètres, comporte sept niveaux et un toit plat. C'est un exemple très abouti de la maîtrise des courbes par Marcel Leborgne.
Le programme initial prévoyait un rez-de-chaussée et un entresol formant un duplex commercial, trois étages d'appartements, un étage de studios pour professeurs de piano et le dernier servait d'auditorium pour tester les pianos. L’immeuble compte au total 860 m2 dont un rez-de-chaussée de 112 m2 avec une mezzanine de 85 m2, cinq plateaux de 120 m2 et le sixième étage de 130 m2.
Le bâtiment est construit en béton avec un revêtement en marbre travertin. Lors de la construction, les plaques de travertin des balcons ont été placées avant le bétonnage. Maintenues par un coffrage plus léger, elles ont servi de coffrage incorporé dans la masse. En façade, les plaques sont fixées par plots de ciment et fil de cuivre.
La disposition intérieure nécessite une cage d'escalier en saillie vers l'extérieur. En août 1933, l'architecte sollicite du Collège des bourgmestre et échevins un débordement de 1,75 mètre. Le Collège tolère à titre spécial un débordement de maximum 1,50 mètre à condition que la hauteur libre sur le trottoir soit de 3 mètres. Cette colonne de verre et d'acier, à la fois esthétique et fonctionnelle, souligne l'aspect vertical du côté du quai. 
La façade de la rue adjacente présente une dominante horizontale, accentuée par l'alternance des surfaces claires en travertin sur l'extérieur des balcons et l'aspect foncé des fenêtres, accentué par l'utilisation de marbre noir de Mazy sur les trumeaux. La situation d'angle demande qu'un maximum de luminosité vienne de ce côté. Les verrières sont conçues à cet effet pour les pièces principales des appartements.
Selon Anne-Catherie Bioul et Chantal Mengeot, le bâtiment fait penser à l'esthétique industrielle prônée par le mouvement du Bauhaus marquée par le dépouillement et la rationalité,. Maurice Culot estime, lui, que l'immeuble « s'inscrit dans le droit fil des meilleures réalisations du rationalisme italien ».